# Josep Maria Sert
Josep Maria Sert i Badia (Barcelona, 21 de dezembro de 1874 — Barcelona, 27 de novembro de 1945), também chamado José Maria Sert, foi um pintor catalão de grande prestigio internacional na primeira metade do século XX.[carece de fontes?]
Era filho de Domènec Sert i Rius, fabricante têxtil, e estudou arte em Barcelona, Roma e Paris. Sua primeira grande obra foram murais para o interior da Catedral de Vic, encomendados pelo bispo Josep Torras i Bages e realizados a partir de 1900. Em 1908 decorou o interior do Salão dos Passos Perdidos do Palácio de Justiça em Barcelona. Na mesma cidade realizou em 1929 grandes murais para o Salão das Crónicas da Câmara Municipal de Barcelona, com o tema das incursões catalãs no Oriente.
Através de exposições ganhou muita fama no estrangeiro, recebendo encomendas da aristocracia europeia para a decoração de suas residências, especialmente na Espanha, Inglaterra e França. Na Argentina, o empresário Celidonio Pereda encomendou a Sert murais para sua residência em Buenos Aires. O artista realizou a obra em base a maquetes do Palácio Pereda (atualmente sede da Embaixada do Brasil em Buenos Aires) e as enviou à capital argentina en 1932.
Obras importantes internacionais foram murais para o Hotel Waldorf Astoria (1930-31) e o Rockfeller Center (1933-34), ambos em Nova Iorque, e para o Salão do Conselho da Sociedade das Nações em Genebra (1936).
Durante a Guerra Civil Espanhola, a Sé de Vic é incendiada, perdendo-se parte de sua obra. Em 1945 Sert refaz parte da decoração da igreja, com outras composições.